# Польський Дмитро Олександрович
Дмитро́ Олекса́ндрович По́льський (1988—2014) — молодший сержант Збройних сил України, учасник російсько-української війни.

## Життєпис
Народився 1988 року в місті Запоріжжі. Закінчив Запорізький національний технічний університет; працював інженером-технологом на підприємстві «Мотор Січ». Пройшов строкову службу, повернувся молодшим сержантом.
В часі війни мобілізований у квітні 2014 року — командир бойової машини — командир відділення, 93-я бригада.
Загинув 29 серпня 2014 року під час виходу з оточення поблизу Іловайська.
Похований у Запоріжжі.
Без Дмитра лишились батьки і сестра.

## Нагороди і вшанування
- 14 листопада 2014 року за особисту мужність і героїзм, виявлені у захисті державного суверенітету та територіальної цілісності України, вірність військовій присязі під час російсько-української війни, відзначений — нагороджений орденом «За мужність» III ступеня.
- Його портрет розміщений на меморіалі «Стіна пам'яті полеглих за Україну» у Києві: секція 3, ряд 8, місце 27
- Вшановується 29 серпня на щоденному ранковому церемоніалі вшанування українських захисників, які загинули цього дня у різні роки внаслідок російської збройної агресії[1]